# Lipocarpha chinensis
Lipocarpha chinensis là loài thực vật có hoa trong họ Cói. Loài này được (Osbeck) J.Kern mô tả khoa học đầu tiên năm 1958.

## Hình ảnh

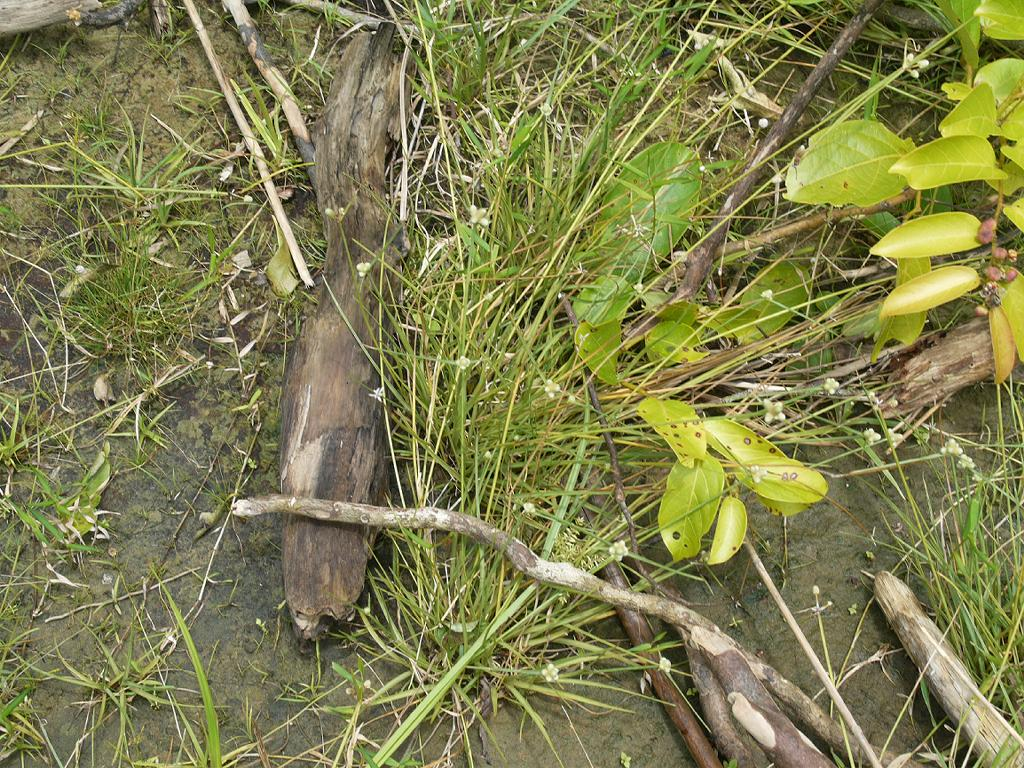